# John Pilger
John Pilger - (Bondi, área metropolitana de Sydney, Austrália, 9 de outubro de 1939 – Londres, Reino Unido, 30 de dezembro de 2023) foi um repórter australiano, radicado no Reino Unido. A carreira de Pilger como repórter começou em 1958, e ao longo dos anos tornou-se famoso pelos livros e documentários que escreveu ou produziu.
Seu jornalismo  investigativo rendeu vários galardões, tais como a atribuição, por duas vezes, do prêmio jornalista inglês do ano,  e na área dos dos Direitos Humanos.
No Reino Unido foi conhecido pelos seus documentários, particularmente os que foram rodados no Camboja e em Timor-Leste. Pilger trabalhou ainda como correspondente de guerra em vários conflitos, como na Guerra do Vietnam, no Camboja, no Egito, na Índia, no Bangladesh e em Biafra.
Teve um filho, Sam (n. 1973), uma filha, Zoe (n. 1984) e residia em Londres.

## Trabalhos

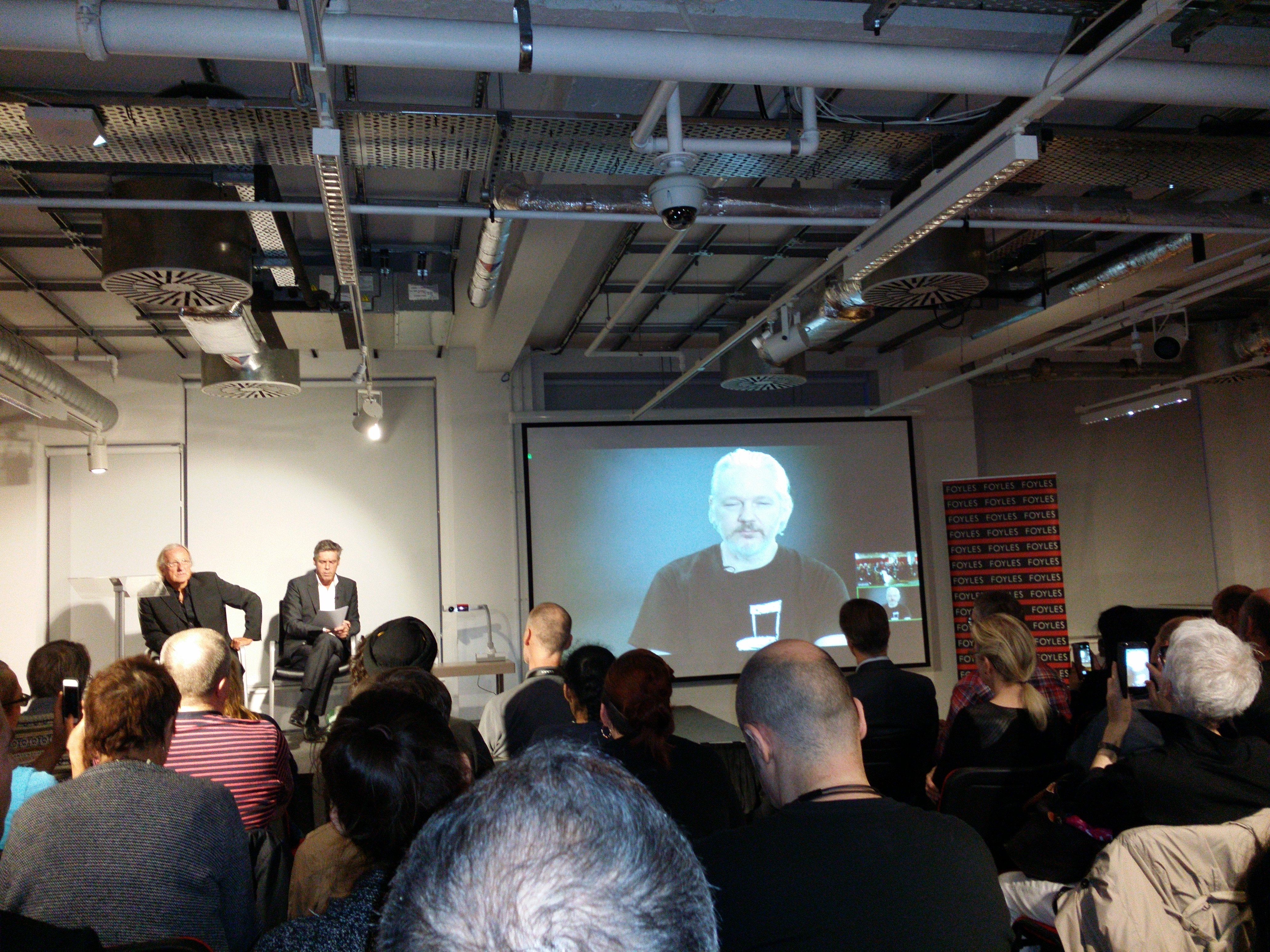
John Pilger, Richard Gizbert e Julian Assange, em 29 de setembro de 2015, durante o lançamento do livro The WikiLeaks Files: The World According to US Empire.

### Publicações
Pilger trabalhou nas seguintes publicações:
- Daily Mirror (Reino Unido)
- The Guardian (Reino Unido)
- The Independent (Reino Unido)
- New Statesman
- The New York Times (EUA)
- The Los Angeles Times (EUA)
- The Nation: New York (EUA)
- The Age: Melbourne (Austrália)
- The Sydney Morning Herald (Austrália)
- The Bulletin: Sydney (Austrália)
- Green Left Weekly (Austrália)

Pilger escreveu também para jornais franceses, italianos, escandinavos, canadenses / canadianos, japoneses e para o serviço de notícias da BBC.

### Livros
- The Last Day (1975)
- Aftermath: The Stuggles of Cambodia and Vietnam (1981)
- The Outsiders (1984)
- Heroes (1986)
- A Secret Country (1989)
- Distant Voices (1992 e 1994)
- Hidden Agendas (1998)
- Reporting the World: John Pilger's Great Eyewitness Photographers (2001)
- The New Rulers of the World (2002)
- Tell me no lies: Investigative Journalism and its Triumphs (ed. Cape) (2004)
- Freedom Next Time (2006)

## Documentários
Os sites Vimeo, Google Video e Youtube exibem documentários de John Pilger legendados em português.
Dentre os documentários destacam-se:
- Vietnam-The Quiet Mutiny (1971)
- Do You Remember Vietnam (1978)
- Year Zero: The Silent Death of Cambodia (1979)
- The Mexicans (1980)
- Burp! Pepsi V Coke in the Ice Cold War (1982)
- Nicaragua. A Nations Right to Survive (1983)
- The Secret Country-The First Australians Fight Back (1985)
- Japan Behind the Mask (1987)
- Cambodia: The Betrayal (1990)
- War By Other Means (1992
- Cambodia: Return to Year Zero (1993)
- Death of a Nation: The Timor Conspiracy (1994)
- Flying the Flag, Arming the World (1994)
- Vietnam: the Last Battle (1995)
- Inside Burma: Land of Fear (1996)
- Breaking the Mirror - The Murdoch Effect (1997)
- Apartheid Did Not Die (1998)
- Welcome To Australia (1999)
- Paying the Price: Killing the Children of Iraq (2000)
- The New Rulers of the World (2001)-(2002)
- Palestine Is Still the Issue (2002)
- Breaking the Silence: Truth and Lies in the War on Terror (2003)
- Stealing a Nation (2004)
- The War on Democracy  (A Guerra Contra Democracia)"[2] (2007)
- The War You Don't See (A Guerra que Você não Vê)[3] (2011)
- Utopia[4] (2013)
- The Coming War on China (2016)

### Obras teatrais
- The Last Day (1983)

### Prêmios
- Sydney Peace Prize (2009)
- Descriptive Writer of the Year (1966)
- Reporter of the Year (1967)
- Journalist of the Year (1967)
- International Reporter of the Year (1970)
- News Reporter of the Year (1974)
- Campaigning Journalist of the Year (1977)
- Journalist of the Year (1979)
- UN Media Peace Prize, Australia 1979 - 80
- UN Media Peace Prize, Gold Medal, Australia 1980 - 81
- TV Times Readers' Award (1979)
- The George Foster Peabody Award, USA (1990)
- American Television Academy Award ('Emmy') (1991)
- British Academy of Film and Television Arts (BAFTA[desambiguação necessária]) - The Richard Dimbleby Award (1991)
- Reporters Sans Frontiers Award, France (1990)
- International de Televisión Geneve Award (1995)

### Citação
- Sei quando Bush mente. Seus lábios se movem."[5]